# Brookland–CUA (Metro de Washington)
Brookland–CUA es una estación en la línea Roja del Metro de Washington, administrada por la Autoridad de Tránsito del Área Metropolitana de Washington. La estación se encuentra localizada en 801 Michigan Avenue NE en Washington D. C. La estación Brookland–CUA fue inaugurada el 3 de febrero de 1978. 

## Descripción
La estación Brookland–CUA cuenta con 1 plataforma central. La estación también cuenta con 27 de espacios de aparcamiento y 10 espacios para bicicletas con 16 casilleros.

## Conexiones
La estación cuenta con las siguientes conexiones de autobuses: 
- Rutas del MetroBus

## Ubicación
La estación se encuentra en el barrio de Brookland y tiene un acceso directo al campus de la Universidad Católica de América (CUA).